# FLOOR net
FLOOR net（フロア ネット）は、1998年9月に創刊された雑誌「the FLOOR」に関わったスタッフによって、新たなカタチでFACTRY株式会社（前 有限会社TYO.COM）から創刊された音楽雑誌。2013年11月号 (177号)を最後に休刊となった。
クラブミュージック、ダンスミュージックを中心に、音楽やカルチャーを扱う月刊誌。

## 概要
全国のクラブやライブハウスを中心に夜遊び情報を網羅したフリーペーパー「Club Wallpaper」が雑誌内に折り込まれる形でのユニークな発行形式を持ち、他の月刊音楽誌に引けを取らない内容、ページ数にもかかわらず一冊300円という安さも魅力のひとつ。
毎月末日発売。
日本を代表するクラブミュージックマガジンとしての認知が高く、国内外のクラブシーン、ダンスミュージックシーンの象徴的なアーティストやイベントなどが毎月紹介されている。
近年ではクラブミュージックから派生したライフスタイルなどを取り上げることもしばしば見受けられる。
付録のフリーペーパー「Club Wallpaper」は、FLOOR net本誌に折り込まれているだけでなく、単独で全国のクラブ、カフェ、アパレルショップなどに置かれている。
また、podcast番組の配信など、マルチメディアな発信スタイルにも力を入れている。

## Podcastにまつわるエピソード
m-floのVERBALがMCを務める「ZIMA presents VERBALEYEZ」では、SEEDA+DJ OKIによるTERIYAKI BOYZへのディス曲「TERIYAKI BEEF」発表を受けて（当時番組内では折しも「ディス」をテーマにトークをする企画だった）、VERBALが自身のブログ上でSEEDAを番組ゲストに指名。翌月、SEEDAのゲスト出演が実現し、「TERIYAKI BEEF」騒動についての当事者同士のトークが全編ノーカットで配信され多くの話題を呼んだ。

「鉄平のささやき戦術」は、同番組に出演し内容を気に入った宇川直宏が、自身の作品集DVD「Intoxicating Music Clips Of UKAWA NAOHIRO - MAD HAT LAUGHS!!!!!」(Ki/oon Sony) のシークレットトラックとして、自身の出演回のほぼ全編を収録した。

## podcast番組
- ZIMA presents「VERBALEYEZ」MC:VERBAL（m-flo）（2009年）
- 「ちょっぴりエッチなクラブ学 横山美雪のこんなの初めてっ！」（2009年〜）
- 「COMA-CHI MAILBOX!」MC:COMA-CHI（2008年〜）
- 「ブライアン・バートンルイスのトーク上等」（2007年〜）
- 「鉄平のささやき戦術」（2007年）
- 「佐藤大のプラマイゼロ」（2007年〜）